# استان شمال غربی، سری‌لانکا
استان شمال غربی (වයඹ පළාත) از استان‌های کشور سری‌لانکا است. مرکز این استان شهر کورونگالا با ۲۸٬۵۷۱ نفر جمعیت است. این استان به‌ویژه به خاطر کشتزارهای فراوان نارگیلش شهرت دارد. دو شهر دیگر اصلی این استان شهرهای چیلاو و پوتالام هستند.